# Single (locomotive)
Pour les articles homonymes, voir Single.

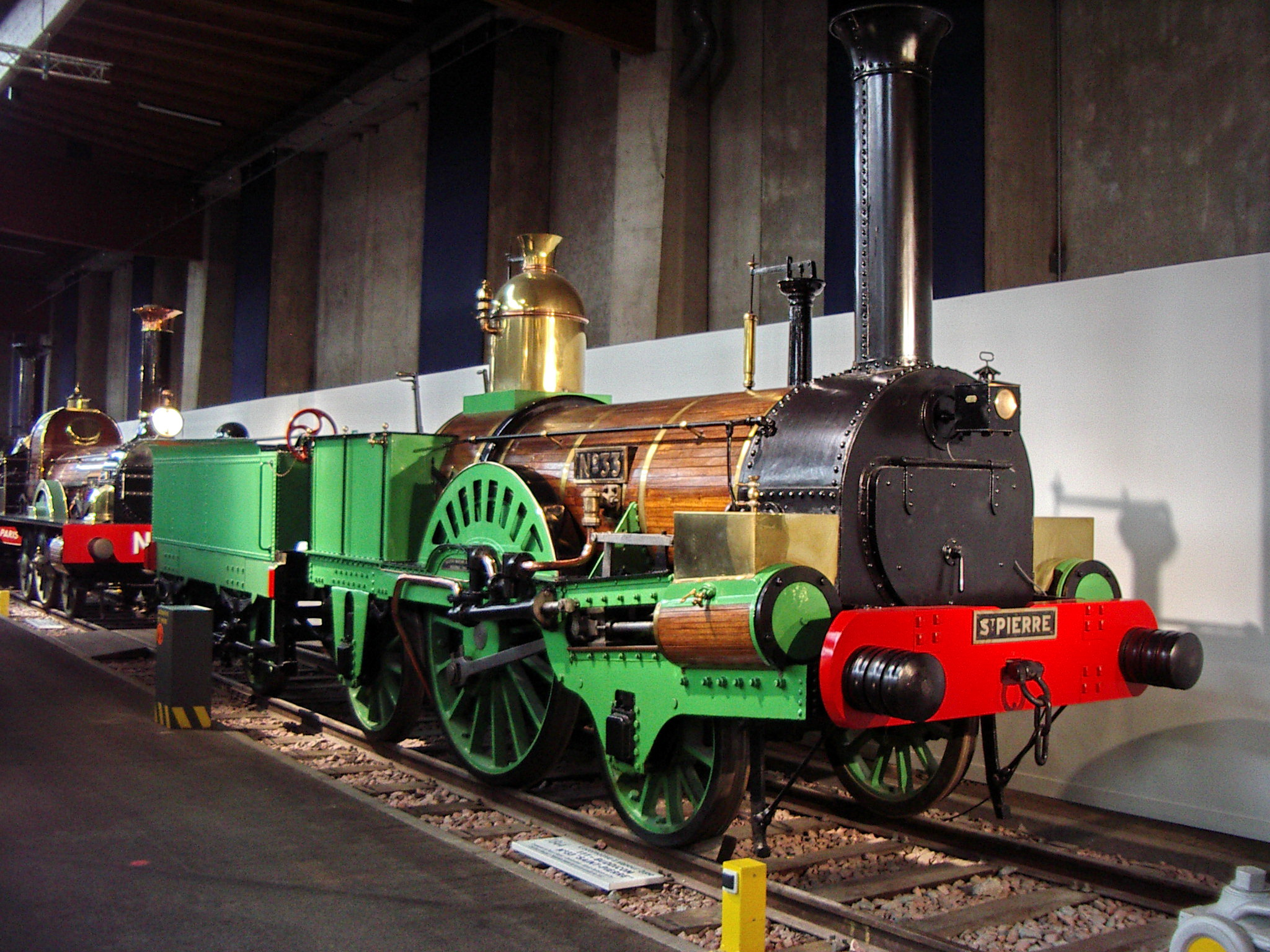
Locomotive 1-1-1 Buddicom de 1844 (Cité du train à Mulhouse)

Single également nommé Patentee est un type de locomotive à vapeur dont les essieux ont la configuration suivante (de l'avant vers l'arrière) :
- 1 essieu porteur
- 1 essieu moteur
- 1 essieu porteur

## Codifications
Ce qui s'écrit :
- 2-2-2 en codification Whyte.
- 111 en codification d'Europe.
- 1A1 en codification allemande et italienne.
- 13 en codification turque.
- 1/3 en codification suisse.

## Utilisation
Cette configuration était courante sur les locomotives des débuts du chemin de fer comme les Buddicom, et les long boiler type Stephenson. Cette disposition permettait d'éviter les accidents dus à la rupture d'un essieu d'une locomotive Planet tel celui à l'origine de la catastrophe de Meudon de 1842.
Après celles de Marc Seguin, ce type de locomotives est le premier fabriqué par l'industrie française, en commençant par 6 machines construites en 1838 au Creusot pour la ligne de Paris à Saint-Germain. Dans leur majorité, les premières locomotives circulant sur les lignes françaises étaient importées d'Angleterre.
En 1842, les lignes de Paris à Saint-Germain et de Paris à Versailles-Rive-droite étaient parcourues par 44 locomotives patentee dont 30 construites en Angleterre, 14 en France (9 aux ateliers du Creusot), la ligne Paris-Versailles-rive-gauche par 19 patentee construites en Angleterre et 2 au Creusot, la ligne Paris-Orléans par 21 patentee dont 6 fabriquées en France (2 au Creusot).
Les locomotives Buddicom circulant sur la ligne Paris-Rouen-Le Havre étaient également de cette disposition.
À partir des années 1850, les locomotives patentee sont remplacées dans les commandes des réseaux par des locomotives Crampton pour les trains de vitesse et par des locomotives Bourbonnais pour la remorque des trains de marchandises.
Le Royaume-Uni restera attaché à cette disposition plus longtemps que le continent européen car elle induisait moins de mouvements parasites que les locomotives à deux essieux accouplés sur les trains les plus rapides. Le faible facteur d'adhérence, contrecarré par la mise au point du sablage des rails, aura finalement raison de ces locomotives.